# Circonscription de Dunkley
La circonscription de Dunkley est une circonscription électorale australienne dans la banlieue sud de Melbourne au Victoria. La circonscription a été créée en 1984 et porte le nom de Louisa Dunkley, une syndicaliste et militante pour l'égalité de rémunération hommes-femmes. Elle comprend les quartiers de Frankston, Mornington et Mount Eliza. C'est un siège disputé, détenu tantôt par le Parti travailliste tantôt par le Parti libéral.

## Représentants
| Nom            | Parti        | Période de mandat |
| -------------- | ------------ | ----------------- |
| Bob Chynoweth  | Travailliste | 1984–1990         |
| Frank Ford     | Libéral      | 1990–1993         |
| Bob Chynoweth  | Travailliste | 1993–1996         |
| Bruce Billson  | Libéral      | 1996–2016         |
| Chris Crewther | Libéral      | 2016–2019         |
| Peta Murphy    | Travailliste | 2019–en cours     |